# Nationaal Museum van Wereldculturen

Le Nationaal Museum van Wereldculturen en français : « Musée national des cultures du monde » est un musée national d'ethnographie, regroupant les quatre principaux sites néerlandais.

## Organisation
Le Nationaal Museum van Wereldculturen fédère les collections et les activités de quatre structures :
- le Wereldmuseum Amsterdam ;
- l'Afrika Museum de Berg en Dal ;
- le musée d'ethnologie de Leyde ;
- le Wereldmuseum de Rotterdam depuis le 1er mai 2017[3],[4].

## Collections et activités
Les collections conservées dans les quatre établissements muséographiques comprennent de nombreuses pièces provenant de toutes les régions du globe, dont 31 451 objets issus de l'Océanie, 423 705 d'Asie, 65 823 d'Afrique, 20 275 d'Europe, 17 545 de la région arctique, 20 045 d'Amérique du Nord, 19 671 d'Amérique centrale, 8 809 de la région des Caraïbes, et enfin 39 422 d'Amérique du Sud.